# Chambaron sur Morge
Chambaron sur Morge é uma comuna francesa na região administrativa de Auvérnia-Ródano-Alpes, no departamento de Puy-de-Dôme. Estende-se por uma área de 14.05 km². Em 2010 a comuna tinha 1 802 habitantes (densidade: 128,3 hab./km²).
Foi criada em 1 de janeiro de 2016, a partir da fusão das antigas comunas de La Moutade e Cellule.